# Point isolé

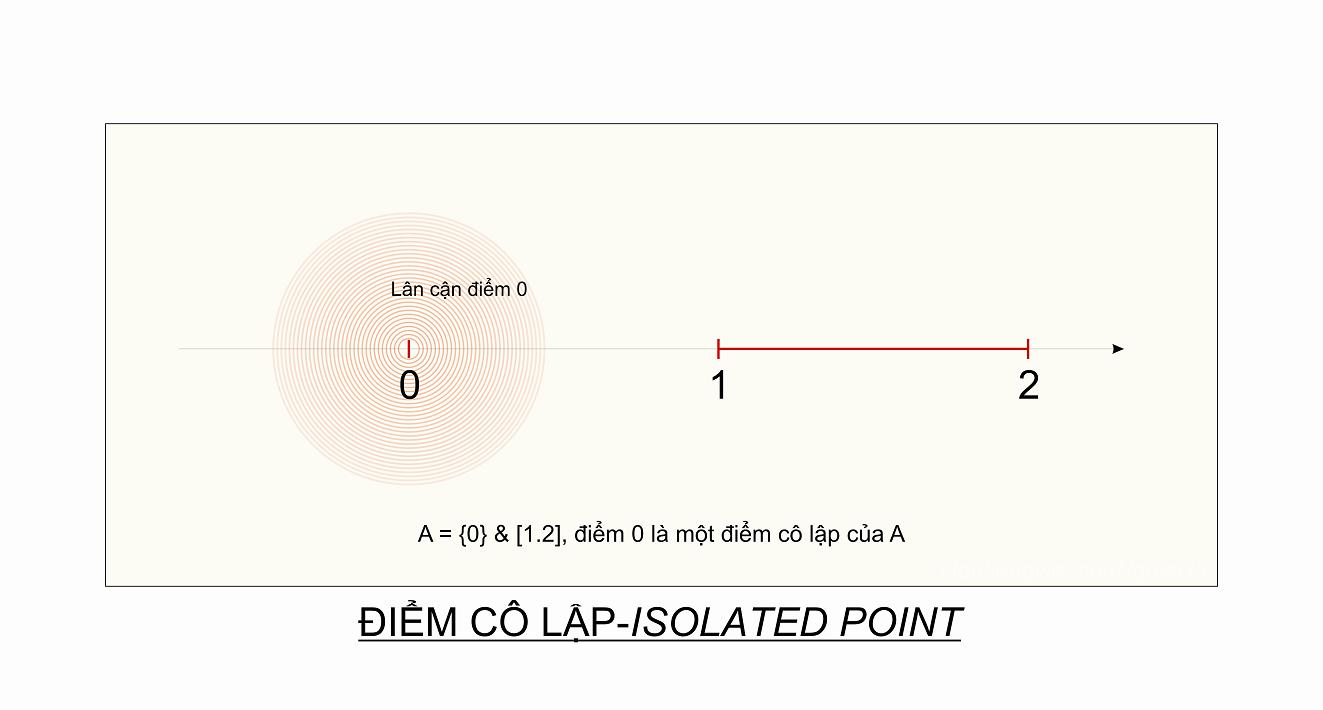
0 est un point isolé de A.

En topologie, un point x d'un espace topologique E est dit isolé si le singleton {x} est un ouvert.
Formulations équivalentes :
- {x} est un voisinage de x ;
- x n'est pas adhérent à E\{x} (x n'est pas un « point d'accumulation »[1]).

En particulier, si E est un espace métrique (par exemple une partie d'un espace euclidien), x est un point isolé de E s'il existe une boule ouverte centrée en x qui ne contient pas d'autre point de E.
Un espace topologique dans lequel tout point est isolé est dit discret.

## Exemples
On peut choisir comme espace E diverses parties (munies de la topologie induite) de l'ensemble des réels muni de sa topologie usuelle :
- dans {0}∪[1, 2], seul 0 est isolé ;
- dans {0}∪{1, 1/2, 1/3, …}, seul 0 est non isolé ;
- l'ensemble ℕ = {0, 1, 2, …} des entiers naturels est un ensemble discret.

## Note
1. ↑  Certains auteurs emploient l'expression « point limite », pour réserver celle de « point d'accumulation » à une propriété plus forte : voir l'article Point adhérent.
2. ↑  Jacques Dixmier, Topologie générale, Paris, PUF, 1981, p. 39